# Dżamszed Isojew
Dżamszed Isojew (tadż. Ҷамшед Исоев; ur. 13 października 1967) – tadżycki szachista, mistrz międzynarodowy od 2001 roku.

## Kariera szachowa
Od rozpadu Związku Radzieckiego należy do ścisłej czołówki tadżyckich szachistów, pomiędzy 1994 a 2008 r. siedmiokrotnie uczestniczył w szachowych olimpiadach, natomiast w 1999 – w drużynowych mistrzostwach Azji. W latach 1996, 2000, 2001 i 2003 startował w turniejach o indywidualne mistrzostwo Azji.
Najwyższy ranking w karierze osiągnął 1 października 2001 roku, z wynikiem 2455 punktów zajmował wówczas 1. miejsce wśród tadżyckich szachistów.